# 大魔法峠
《大魔法峠》，是日本漫畫家大和田秀樹在《月刊少年ACE》與《ACE桃組》（皆由角川書店發行）上連載的日本漫畫作品，故事內容是魔法王國公主田中蒲妮惠到日本修業的故事。標題源自中里介山原作的日本小說《大菩薩嶺》（原文）。

## 故事簡介
來自位於天空的「聖魔法王國」的公主田中蒲妮惠，為了要成為下任女王而來到地上修業。雖然外表看起來只是可愛柔弱的魔法少女，但真面目是為了登上大位不惜排除一切障礙的馬基維利主義者；除了魔法外，還擅長各式讓對手肉體跟精神遭完全破壞的關節技（Submission）。在人間的修業中，到底有多少人會被這「人肉推土機」鏟平呢？

## 人物介紹
田中蒲妮惠（声優：佐藤利奈）
魔法王國的公主，表面上看起來是甜美的魔法美少女，但實際上是城府極深、為求勝利不擇手段的馬基維利主義者。擅長關節技，沒有她折不斷的關節。會以無情的關節技制裁來犯的對手。在她的眼中，打撃系的招數只是「花拳繡腿」，關節技才是「王者之技」。為了登上大位，就算對手是手足，也會毫無顧忌地痛下毒手。
其姓名源自日本男演員田中邦衛。
大姊頭（声優：川澄綾子）
漫畫中常見會找主角麻煩的不良少女，身邊跟著一群兇惡的跟班，但是找了蒲妮惠幾次麻煩之後都遭到痛擊慘敗，之後懂得敬鬼神而遠之。
以普通人的強度而言，大姊頭具有相當的實力，但是周遭來自魔法王國的人都太強，所以常常吃敗仗。此外，大姊頭也是一個在劇中負責吐槽的角色。
雖然是個不良少女，但有著寫詩與撰寫手機小說的少女興趣。
國鐵子（声優：下屋則子）
喜歡鐵道的內向資優眼鏡娘。
熟悉失傳已久的新幹線餐車咖哩口味，在意外當上學生會會長後曾推廣鐵道模型製作。
艾莉絲·馮·巴魯巴洛克（声優：能登麻美子）
前魔法王國公主，因為田中一家奪權的關係而跟父親一起遭放逐，意圖向蒲妮惠復仇。
啪呀蛋（声優：齋藤千和/中田讓治）
全名啪呀·里賓克斯頓，軍人出身，階級為上校。
為龍蛇混雜的瓦庫吉祥物村（わくわくマスコット村）中之最強吉祥物。在與蒲妮惠的對決中敗北之後，以隨時都會找機會暗殺她的情況成為公主的家臣。
當初為了得到聖魔法王國的永久居住權而加入了聖魔法王國吉祥物海軍陸戰隊。過去曾參與斯大林格勒战役跟越戰，因為長時間在戰場上目睹了地獄般的景像而受到了深刻的心理創傷。即使退伍後仍長期受創傷後心理壓力緊張症候群所苦，時常會回想起戰場上的殘酷影像。
腹部的「パ」字樣是在越戰時被俘，受敵人的嚴刑拷問時所烙印上的。
田中艾斯梅蘭達（声優：小山茉美）
蒲妮惠的母親。君臨聖魔法王國的女王，擁有比蒲妮惠更強的關節技與更加冷酷的心，同樣信奉著「實力即正義」的信條。有著強烈的權力欲，透過簒權而爬上了女王之位。在權力鬥爭的年代，使用了奸計打倒了王國中實力比她更加強大的魔法使們，接下來打算征服太陽系。由於實施高壓統治，所以國內外樹敵眾多，時常受到來自先王家及眾多政敵們的狙擊。
田中公彥（声優：飛田展男）
艾斯梅蘭達的丈夫，蒲妮惠的父親。有著巨大金髮的摩希根風髮型，額頭上有著「Z」文字，僅穿著一件內褲外加一件披風。非常擔心女兒們的狀況，經常偷偷跟蹤及出手干涉。真正的受虐狂，被艾斯梅蘭達虐待時會得到快感，有習慣性偷腥的毛病。
蒲妮惠的祖母
公彥的母親，艾斯梅蘭達的婆婆。讓白雪公主吃下毒蘋果並使得睡美人沉睡的元兇。《浮士德》也記錄了她的存在。為了見孫女們而來到了三百年來未曾到訪的人界。巢鴨的偶像屁川清志的大粉絲。
田中純（声優：齋藤彩夏）＆田中螢（声優：花澤香菜）
蒲妮惠的雙胞胎妹妹們，八歲。與蒲妮惠一樣都是田中女王弱肉強食以力量決勝負的家訓下教育出的產物。為了王位，隨時都會暗算蒲妮惠。使用祕法成長之後，連攜的摔角合體技讓蒲妮惠陷入苦戰。
山田保健委員（声優：中野慎太郎）
蒲妮惠班上的保健委員，大姊頭對他一見鍾情。
雪風夕菜
漫畫研究社社長，本名毒島花子。
胃院長太郎
蒲妮惠班上的班長，對蒲妮惠一見鍾情。
青木副署長（声優：飛田展男）
蒲妮惠擔任「一日署長」的警察署副署長。
警察署長（声優：乃村健次）
蒲妮惠擔任「一日署長」的警察署署長。
王島奈保奈
相貌威嚴、心思細膩的、熱愛棒球的「少女」。
國鐵郎
國鐵子的父親，身高9呎，家裡經營壽司店，與國鐵子同樣熱愛鐵道。
國目照
國鐵子的母親，無法理解為何國鐵郎與國鐵子同樣熱愛鐵道。
鐵道之神
國鐵子持有公主法杖時召喚出來的神。
麻生太郎
《超·超·超·大魔法峠》連載期間的日本外務大臣，為真實人物，後在（ムダヅモ無き改革）登場。

## 出版書籍
- 大魔法峠（2001年至2002年連載於《ACE桃組》 ）
- 超·大魔法峠（2004年連載於《ACE桃組》 ）
- 超·超·大魔法峠（2005年12月至2006年6月連載於《月刊少年ACE》 ）
- 超·超·超·大魔法峠（2006年7月至2007年1月連載於《月刊少年ACE》 ）

| 冊數 | 角川書店       | 角川書店               | 長鴻出版社    | 長鴻出版社        |
| 冊數 | 發售日期       | ISBN                   | 發售日期      | EAN               |
| ---- | -------------- | ---------------------- | ------------- | ----------------- |
| 1    | 2002年11月27日 | ISBN 4-04-713526-7     | 2003年8月22日 | EAN 4710765177812 |
| 2    | 2004年11月22日 | ISBN 4-04-713677-8     | 2005年9月14日 | EAN 4710765198398 |
| 3    | 2006年9月21日  | ISBN 4-04-713857-6     | 2008年7月19日 | EAN 4712805825813 |
| 4    | 2008年1月24日  | ISBN 978-4-04-715011-9 | 2008年9月16日 | EAN 4712805826063 |

## 動畫
《大魔法峠》被改編成動畫《邪道魔法少女》系列第三部作品，發行OVA，以每集15分鐘、每張DVD收錄2集的方式發售。

### DVD
- 大魔法峠Ⅰ 2006年4月5日發售
- 大魔法峠Ⅱ 2006年7月5日發售
- 大魔法峠Ⅲ 2006年10月25日發售
- 大魔法峠Ⅳ 2007年3月21日發售
- 大魔法峠 （全8話收錄的廉價版） 2011年2月23日發售

### 製作團隊
- 原作 - 大和田秀樹
- 監督、腳本 - 水島努
- 人物設計 - 磯野智
- 美術監督 - 古賀徹（第1話 - 第4話、第7話、第8話）、高崎あゆみ（第5話、第6話）、明石聖子（第7話、第8話）、楠元祐也（第1話 - 第6話）
- 色彩設計 - 海鋒重信
- 攝影監督 - 関谷能弘
- 編輯 - 岡祐司
- 音響監督 - 岩浪美和
- 音樂 - 高木隆次
- 音樂製作人 - 川瀬朗
- 動畫製作 - Studio Barcelona
- 製作人 - 川瀬浩平、伊平崇耶、里見哲朗
- 執行製作人 - 須賀信行
- 製作 - 「大魔法峠」製作委員會（GENEON Entertainment、東芝娛樂）
- 發售商 - 東芝娛樂、GENEON Entertainment

### 主題曲
片頭曲：
- 作詞：水島努 / 作曲、編曲：高木陸次 / 歌：田中普妮惠（佐藤利奈）

片尾曲：
- 作詞：枯堂夏子 / 作曲、編曲：高木陸次 / 歌：田中普妮惠（佐藤利奈）

片頭曲是典型的魔法少女風格的曲子，片尾曲則是磅礡演歌風格的曲子。
插入曲：（第6話）
- 作詞 - 枯堂夏子 / 作曲、編曲・歌 - 高木隆次

### 各話列表
| 卷數 | 話數 | 日文標題 | 中文標題                                                                 | 分鏡            | 演出            | 作畫監督                          | 原作                |
| ---- | ---- | -------- | ------------------------------------------------------------------------ | --------------- | --------------- | --------------------------------- | ------------------- |
| I    | 1    |          | 奇蹟法杖在學園祭製造大恐慌☆!?魔法公主蒲妮惠登場!!之卷                    | 水島努          | 水島努          | 山内尚樹                          | 《大魔法峠》1話+2話 |
| I    | 2    |          | 頑皮又可愛的吉祥物☆帕亞登場之卷                                          | 水島努          | 水島努          | 山内尚樹                          | 《大魔法峠》4話     |
| II   | 3    |          | 嚇一跳★早餐大作戰☆!?杜鵑鳥不叫就殺了牠!!之卷                             | 池端隆史        | 池端隆史        | 吉本拓二                          | 《大魔法峠》3話     |
| II   | 4    |          | 哇～好可愛!你知道生下雙胞胎的機率是1/120嗎?之卷                          | 池端隆史        | 池端隆史        | 磯野智                            | 《超・大魔法峠》1話 |
| III  | 5    |          | 只憑考試分數就能測試人的價值嗎?反正我都嘛零分對啦就是這樣啦之卷          | 池端隆史        | 池端隆史        | 大河原晴男                        | 《超・大魔法峠》2話 |
| III  | 6    |          | 情竇初開，看著蘋果樹的根，之前下定決心；插花的莖，對花一般的你思念……之卷 | 池端隆史 水島努 | 池端隆史 水島努 | 石川雅一                          | 《超・大魔法峠》3話 |
| IV   | 7    |          | 妳沒有「只參加就很有意義」這種軟弱的想法吧☆之卷                          | 常磐一郎        | 水島努          | 石川雅一                          | 《超・大魔法峠》4話 |
| IV   | 8    |          | 不能老是一直當小孩，變成大人總覺得好可怕喔☆之卷                          | 水島努          | 水島努          | 石井繁、磯野智 中澤勇一、吉本拓二 | 《超・大魔法峠》7話 |

### CD
- 大魔法峠―原聲帶之章―2006年4月21日發售（收錄片頭曲與片尾曲的完整版本）
- 大魔法峠―角色歌曲之章―2006年10月25日發售 （與DVD第3卷同時發售）
- 大魔法峠―廣播劇之章―2006年7月26日發售

收錄（《超‧大魔法峠》第五集）和（《超‧超‧大魔法峠》第二集）、插入曲

## 廣播
- 峠のラジオ（日语：峠のラジオ）

## 外部連結
- 《大魔法峠》動畫官網（页面存档备份，存于）
- （《大魔法峠》動畫官方網誌）